# Sudan (barwnik)

Sudan I

Sudan II

Sudan III

Sudan IV

Czerwień oleista O

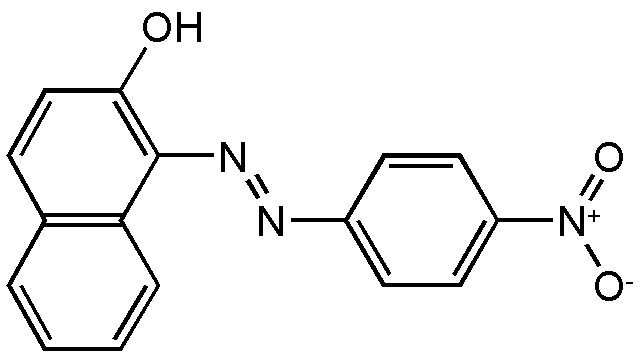
Czerwień para

Czerń Sudanu B

Sudan – wspólna nazwa grupy syntetycznych barwników azowych barwiących substancje sudanofilowe (zazwyczaj lipofilowe). Zawierają jedną lub dwie grupy azowe łączące pierścienie benzenowe i naftalenowe, zazwyczaj podstawione. Rozpuszczalne w wielu rozpuszczalnikach organicznych, m.in. w benzenie, acetonie i etanolu. Sudan używany jest m.in. do barwienia benzyn, olejów, preparatów w badaniach mikroskopowych. Stosowany był również do zabarwiania warzyw, m.in. przez producentów papryki chili dla zwiększenia intensywności koloru owoców. Obecnie jego stosowanie w przemyśle spożywczym jest niedozwolone, jednak zdarzają się przypadki wykrycia sudanu w żywności.
W roku 1975 Międzynarodowa Agencja Badania Raka (IARC) zakwalifikowała sudan do trzeciej kategorii związków rakotwórczych. Klasyfikacja taka oznacza, że nie ma dowodów na działanie kancerogenne tych barwników na człowieka. Późniejsze badania wskazały jednak na możliwe działanie kancerogenne sudanu I oraz działanie mutagenne innych związków z tej grupy. Same barwniki są stabilne chemicznie i fizycznie w warunkach, w jakich przygotowywana jest żywność, ulegają natomiast reakcjom enzymatycznym w organizmie człowieka, w wyniku których mogą powstać aminy aromatyczne, klasyfikowane jako kancerogenne (kategoria 2).
Do grupy sudanów należą:
- sudan I – czerwono-żółty
- sudan II – czerwono-pomarańczowy
- sudan III – czerwony; wykorzystywany w mikroskopii do wykrywania lipidów
- sudan IV – czerwony
- czerwień oleista O (czerwień Sudanu 5B) – czerwony; wykorzystywany w mikroskopii do wykrywania lipidów
- czerwień para – czerwony

Podobną budowę ma także niebiesko-czarna czerń Sudanu B